# Miss Pennsylvania USA

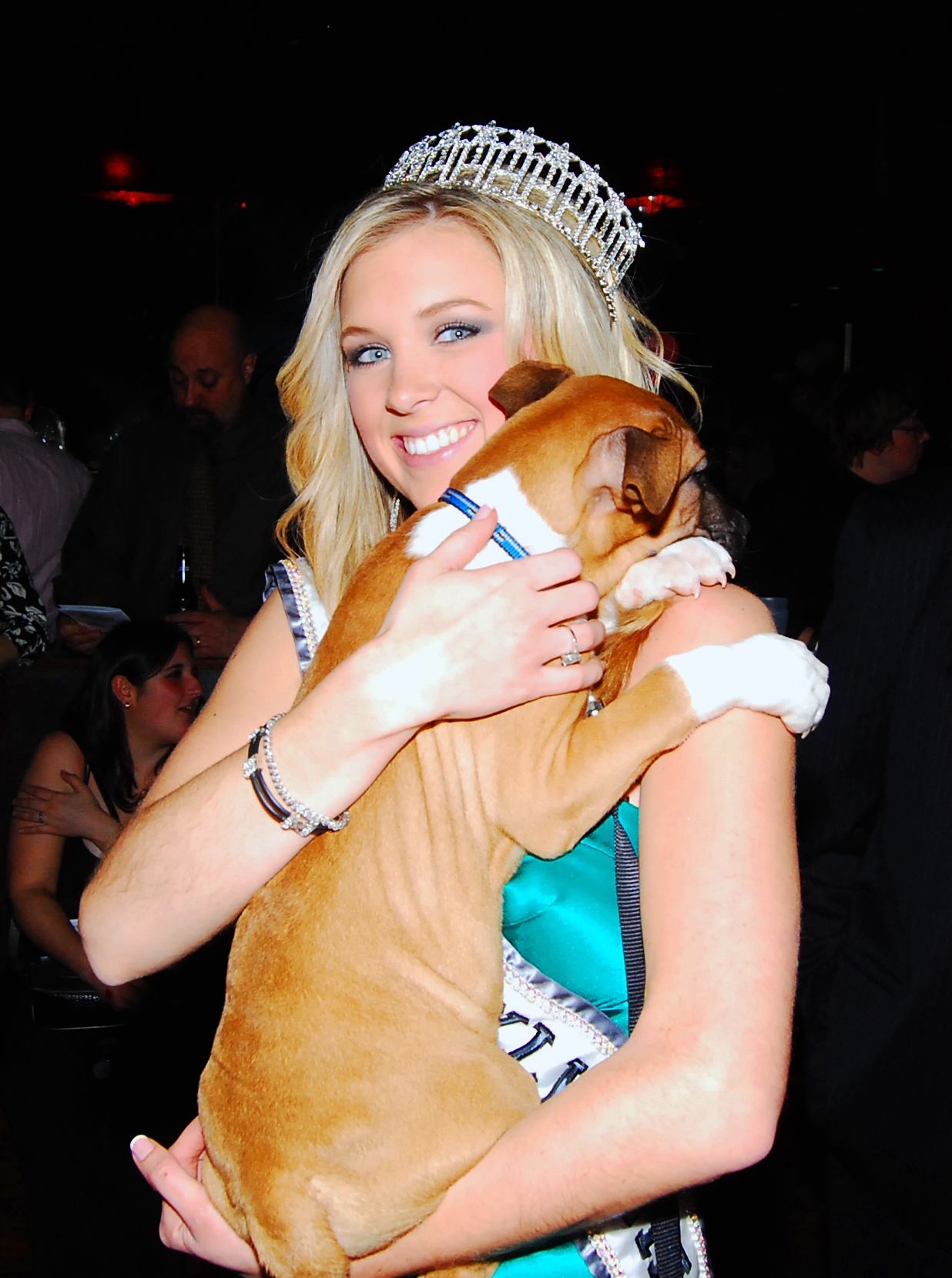
Lindsey Nelsen, Miss Pennsylvania USA 2009

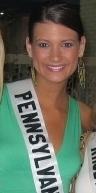
Tanya Lehman, Miss Pennsylvania USA 2006

A competição de Miss Pennsylvania USA é o concurso de beleza destinado a eleger a representante do Estado da Pensilvânia para o concurso Miss USA.
Michelle McDonald (1971) foi a única representante da Pensilvânia a vencer o Miss USA até agora. Aos 18 anos, ela se tornou uma das mais jovens competidoras de todos os tempos a levar a coroa. Fora essa vitória, a Pensilvânia tem tido sucesso moderado no Miss USA em número de semifinalistas. A mais recente classificação ocorreu em 2019, quando Kailyn Marie Perez ficou entre as 15 semifinalistas.

## Vencedoras
| Ano  | Nome                 | Cidade           | Idade1 | Classificação no Miss USA | Premiações Especiais no Miss USA | Notas |
| ---- | -------------------- | ---------------- | ------ | ------------------------- | -------------------------------- | --- |
| 2020 | Victoria Piekut      | Irwin            | 23     |                           |                                  | |
| 2019 | Kailyn Marie Perez   | Camp Hill        | 27     | Top 15                    |                                  | |
| 2018 | Olivia Suchko        | Belle Vernon     | 21     |                           |                                  | |
| 2017 | Cassandra Angst      | Filadélfia       | 22     |                           |                                  | |
| 2016 | Elena LaQuatra       | Pittsburgh       | 23     |                           |                                  | Anteriormente Miss Pennsylvania Teen USA 2010 |
| 2015 | Elizabeth Cardillo   | Allison Park     | 25     |                           |                                  | |
| 2014 | Valerie Gatto        | Pittsburgh       | 24     | Top 20                    |                                  | |
| 2013 | Jessica Billings     | Filadélfia       | 26     | Top 16                    |                                  | Venceu a votação online e entrou para o Top 16 |
| 2012 | Sheena Monnin        | Pittsburgh       | 26     |                           |                                  | |
| 2011 | Amber-Joi Watkins    | Filadélfia       | 26     |                           |                                  | Ex-dançarina dos Sixers |
| 2010 | Gina Cerilli         | Greensburg       | 23     | Top 15                    |                                  | Ex-Philadelphia Eagles Cheerleader e Miss Italia USA |
| 2009 | Lindsey Nelsen       | Stewartstown     | 21     |                           |                                  | |
| 2008 | LauRen Merola        | Pittsburgh       | 23     | 5ª colocada               |                                  | Ex-Miami Dolphins Cheerleader |
| 2007 | Samantha Johnson     | Filadelfia       | 22     |                           |                                  | |
| 2006 | Tanya Lehman         | York             | 22     |                           |                                  | |
| 2005 | Brenda Brabham       | Filadelfia       | 24     | Finalista                 |                                  | |
| 2004 | Nicole Georghalli    | East Stroudsburg | 25     |                           |                                  | |
| 2003 | Camille Young        | Filadelfia       | 23     |                           |                                  | |
| 2002 | Nicole Bigham        | Belle Vernon     | 25     |                           |                                  | Anteriormente Miss Pennsylvania Teen USA 1994, top 12 no Miss Teen USA 1994 |
| 2001 | Jennifer Ann Watkins | Monongahela      |        |                           |                                  | Representou a Pensilvânia no Miss Oktoberfest 2001, sem se classificar; atual diretora administrativa dos concursos Miss Indiana USA, Miss Indiana Teen USA, Miss Pennsylvania USA, Miss Pennsylvania Teen USA, Miss West Virginia USA e Miss West Virginia Teen USA sob o nome de casada, Jennifer Vinsick |
| 2000 | Angela Patla         | Sweet Valley     | 26     |                           |                                  | |
| 1999 | Melissa Godshall     | Filadelfia, PA   | 35     |                           |                                  | |
| 1998 | Kimberly Jaycox      | Pittsburgh       |        |                           |                                  | |
| 1997 | Cara Bernosky        | Whitehall        |        |                           |                                  | |
| 1996 | Susan Barnett        | Levittown        |        |                           |                                  | Anteriormente Miss Pennsylvania Teen USA 1990, top 12 no Miss Teen USA 1990 |
| 1995 | Stephanie Fallat     | Murrysville      |        |                           |                                  | |
| 1994 | Linda Chiaraluna     |                  |        |                           |                                  | |
| 1993 | Kimmarie Johnson     | Pittsburgh       |        | Finalista                 |                                  | |
| 1992 | Catherine Weber      |                  |        |                           |                                  | |
| 1991 | Adrienne Romano      |                  |        |                           |                                  | |
| 1990 | Elizabeth Cebak      | Ross             |        |                           |                                  | 5ª colocada no Miss World USA 1992 |
| 1989 | Denise Epps          | Lansdale         |        | Semifinalista             |                                  | |
| 1988 | Susan Gray           | Lansdale         |        |                           |                                  | |
| 1987 | Lisa Rynkiewicz      | Clarksville      |        |                           |                                  | |
| 1986 | Sherri Fitzpatrick   | Quakertown       |        |                           |                                  | |
| 1985 | Sandra Ferguson      | Pittsburgh       | 18     |                           |                                  | Interpretou Amanda Cory em Another World |
| 1984 | Tina Albright        | Lansford         |        |                           |                                  | |
| 1983 | Julie Page           | Belle Vernon     |        | Semifinalista             |                                  | |
| 1982 | Theresa Rosa         | North Versailles |        |                           | Melhor Traje Típico Estadual     | |
| 1981 | Nena Stone           | Bethel Park      |        |                           |                                  | |
| 1980 | Andrea Patrick       | Uniontown        |        |                           |                                  | Mais tarde Miss West Virginia 1983. Casou-se com o cantor Fabian em 1998 |
| 1979 | Maureen Starinsky    | Monongahela      |        |                           |                                  | Apareceu no programa de TV 'Match Game' em 1980 |
| 1978 | Sandy Dell           | Latrobe          |        | Semifinalista             |                                  | |
| 1977 | Lorraine Lincoski    | Daisytown        |        |                           |                                  | |
| 1976 | Marcy Zambelli       | Newcastle        |        |                           |                                  | |
| 1975 | Pat Hurley           |                  |        |                           |                                  | |
| 1974 | Dorisann Gatalski    |                  |        |                           |                                  | |
| 1973 | Jill Unbewust        |                  |        |                           |                                  | |
| 1972 | Jeanie Zadrozny      |                  |        |                           |                                  | |
| 1971 | Michele McDonald     | Butler           |        | Vencedora                 |                                  | Semifinalista no Miss Universo 1971 |
| 1970 | Carol Cerully        | Altoona          |        |                           |                                  | |
| 1969 | Marlene Vaughn       |                  |        |                           |                                  | |
| 1968 | Barbara Verlander    |                  |        |                           |                                  | |
| 1967 | Barbara Ann Woronko  | Edwardsville     | 17     | Semifinalista             | Vencedora em traje de banho      | Ex-Miss America Polonesa. Ex-Rockette do Radio City Music Hall. Consultora de concursos e atriz da série da ABC "Dark Shadows". |
| 1966 | Susan Joanne Fennell |                  |        |                           |                                  | |
| 1965 | Não competiu         |                  |        |                           |                                  | |
| 1964 | Maryann Reilly       |                  |        |                           |                                  | |
| 1963 | Deborah Cardonick    |                  |        |                           |                                  | |
| 1962 | Margaret Lineman     |                  |        | Semifinalista             |                                  | |
| 1961 | Gayle Nelson         |                  |        |                           |                                  | |
| 1960 | Betsy Reeves         |                  |        |                           |                                  | |
| 1959 | Rhoda Mae Kachilo    |                  |        |                           |                                  | |
| 1958 | Natalie Dee          |                  |        |                           |                                  | |
| 1957 | Rosalie Culp         |                  |        |                           |                                  | |
| 1956 | Serena Kifer         |                  |        |                           |                                  | |
| 1955 | Marianne Marcus      |                  |        |                           |                                  | |
| 1954 | Helen Vidovich       |                  |        |                           |                                  | |
| 1953 | Jeri Bauer           |                  |        | Semifinalista             |                                  | |
| 1952 | Jeanne Ferguson      |                  |        |                           |                                  | |

1 Idade à época do concurso Miss USA